# دژروکای
دژروکای (به لاتین: Dzherokay) یک منطقهٔ مسکونی در روسیه است که در آدیغیه واقع شده‌است.